# Осипенко (Бахчисарайський район)
Осипе́нко (крим. Osıpenko) — село в Україні, у Бахчисарайському районі Автономної Республіки Крим. Населення становить 583 осіб.

## Назва
Село названо за радгоспом імені Поліни Осипенко.
У 2023 році у проєкті Постанови Верховної Ради України «Про перейменування деяких населених пунктів Автономної Республіки Крим» село запропоновано перейменувати на Пельван, за пагорбом Пельван-Оба, який знаходиться за один км на південь від села.

## Загальні відомості
Площа села — 98,76 гектари. Центральна садиба радгосп-заводу ім. Поліни Осипенко, звідки походить назва. Винзавод, навколо якого, власне, і виросло село, був побудований в 1960 році.

## Географія
Село розташоване на півночі території міськради, на правій стороні Качинської долини, за 1 км від берега Чорного моря, висота центру села над рівнем моря 8 м. Знаходиться за 4 км південніше смт Кача і, приблизно, за 18 км від Північної сторони Севастополя, найближчий населений пункт — село Орлівка, за півкілометра на схід.